# Hannover Hauptbahnhof
Hannover Hauptbahnhof (magyarul: Hannover főpályaudvar) egyike Németország legnagyobb vasúti pályaudvarainak. Naponta több mint 250 000 utas fordul meg itt. Naponta 622 vonat indul innen Németország különböző részeibe, továbbá Európa nagyvárosaiba. Az állomás 1843-ban nyílt meg. A német vasútállomáskategória első osztályába tartozik, ebben a kategóriában 20 német főpályaudvar található, jellemzően a legnagyobbak és legfontosabbak.
2004-ben az Allianz pro Schiene nonprofit szervezet az év vasútállomásának választotta.

## Járatok

### Távolsági járatok
| Járat | Üzemeltető    | Útvonal | Jármű | Járatsűrűség                          |
| ----- | ------------- | --- | ----- | ------------------------------------- |
| ICE10 | DB            | Berlin Ostbahnhof - Berlin Hbf - Berlin-Spandau - Wolfsburg Hbf - Hannover Hbf - Bielefeld Hbf - Hamm - Dortmund Hbf - Bochum Hbf - Essen Hbf - Duisburg Hbf - Düsseldorf Flughafen - Düsseldorf Hbf - Köln Messe/Deutz - Köln/Bonn Flughafen | ICE 1 | Óránként egyszer                      |
| ICE10 | DB            | Berlin Ostbahnhof - Berlin Hbf - Berlin-Spandau - Wolfsburg Hbf - Hannover Hbf - Bielefeld Hbf - Hamm - Hagen Hbf - Wuppertal Hbf - Köln Hbf | ICE 1 | Óránként egyszer                      |
| IC32  | DB            | Salzburg Hbf - Freilassing - Traunstein - Prien a Chiemsee - Bad Endorf - Rosenheim - München Ost - München Hbf - München-Pasing - Augsburg Hbf - Ulm Hbf - Göppingen - Plochingen - Stuttgart Hbf - Heidelberg Hbf - Mannheim Hbf - Mainz Hbf - Bingen Hbf - Koblenz Hbf - Andernach - Remagen - Bonn Hbf - Köln Hbf - Düsseldorf Hbf - Duisburg Hbf - Essen Hbf - Bochum Hbf - Dortmund Hbf - Hamm - Gütersloh Hbf -Bielefeld Hbf - Herford - Hannover Hbf - Wolfsburg Hbf - Berlin-Spandau - Berlin Hbf - Berlin Südkreuz |       | Kétóránként                           |
| IC55  | DB            | Leipzig Hbf - Leipzig/Halle Flughafen - Halle (Saale) Hbf - Köthen - Magdeburg Hbf - Wolfsburg Hbf - Hannover Hbf - Minden - Bad Oeynhausen - Herford - Bielefeld Hbf - Gütersloh Hbf - Hamm - Dortmund Hbf - Hagen Hbf – Wuppertal Hbf - Sollingen Hbf – Köln Hbf |       | Kétóránként                           |
| IC77  | DB            | Münster Hbf – Osnabrück Hbf - Bad Oeynhausen - Minden - Hannover Hbf - Wolfsburg Hbf - Stendal - Rathenow - Berlin-Spandau - Berlin Hbf - Berlin Ostbahnhof |       | Kétóránként                           |
| IC140 | DB/NS Hispeed | Schiphol - Amsterdam Zuid - Duivendrecht - Hilversum – Amersfoort - Apeldoorn – Deventer - Almelo - Hengelo - Bad Bentheim - Rheine - Osnabrück Hbf - Bad Oeynhausen - Minden - Hannover Hbf - Wolfsburg Hbf - Stendal - Rathenow - Berlin-Spandau - Berlin Hbf - Berlin Ostbahnhof (- Berlin-Gesundbrunnen - Bernau - Eberswalde Hbf - Angermünde - Szczecin Gumience - Szczecin Glowny) |       | Kétóránként, napi egyszer Szczecinbe. |
| IC    | DB            | Oldenburg - Delmenhorst - Bréma Hbf - Verden - Nienburg - Hannover Hbf - Braunschweig Hbf - Helmstedt - Magdeburg Hbf - Köthen - Halle (Saale) Hbf - Leipzig/Halle Flughafen - Leipzig Hbf |       | Kétóránként                           |

### Hannover S-Bahn
| Járat | Üzemeltető | Útvonal | Jármű          | Járatsűrűség                                       |
| ----- | ---------- | --- | -------------- | -------------------------------------------------- |
| S1    | DB         | Minden - Bückenburg - Kirchhorsten - Stadthagen - Lindhorst - Haste (Han) - Wunstorf - Dedensen-Gümmer - Seelze - Letter - Hannover-Leinhausen - Hannover-Nordstadt - Hannover Hbf - Hannover-Bismarkstrasse - Hannover-Linden/Fischerhof - Hannover-Bornum - Empelde - Ronnenberg - Weetzen - Lemmie - Wennigsen - Egestorf - Kirchdorf - Barsinghausen - Winninghausen - Bantorf - Bad Nenndorf - Haste (Han)           | DB 424         | Óránként egyszer                                   |
| S2    | DB         | Nienburg - Linsburg - Hagen (Han) - Elivese - Neustadt am Rübenberge - Poggenhagen - Wunstorf - Dedensen-Gümmer - Seelze - Letter - Hannover-Leinhausen - Hannover-Nordstadt - Hannover Hbf - Hannover-Bismarckstrasse - Hannover-Linden/Fischerhof - Hannover-Bornum - Empelde - Ronnenberg - Weetzen - Lemmie - Wennigsen - Egestorf - Kirchdorf - Barsinghausen - Winninghausen - Bantorf - Bad Nenndorf - Haste (Han) | DB 424         | Óránként egyszer                                   |
| S3    | DB         | Hannover Hbf - Hannover-Kleefeld - Hannover-Karl-Wiechert-Allee - Hannover-Anderten-Misburg - Ahlten - Lehrte - Sehnde -Algermissen - Harsum - Hildesheim Hbf | DB 424, DB 425 | Óránként egyszer                                   |
| S4    | DB         | Bennemühlen - Mellendorf - Bissendorf - Langenhagen-Kaltenweide - Langenhagen-Pferdmarkt - Langenhagen-Mitte - Hannover-Vinnhorst - Hannover-Ledeburg - Hannover-Nordstadt - Hannover Hbf - Hannover-Bismarckstrasse - Hannover Messe/Laatzen - Rethen - Sarstedt - Barnten - Emmerke - Hildesheim Hbf | DB 424, DB 425 | Óránként egyszer                                   |
| S5    | DB         | Hannover Flughafen - Langenhagen-Pferdmarkt - Langenhagen-Mitte - Hannover-Vinnhorst - Hannover-Ledeburg - Hannover-Nordstadt - Hannover Hbf - Hannover-Bismarckstrasse - Hannover-Linden/Fischerhof - Weetzen - Holtensen/Linderte - Bennigsen - Völksen/Eldagsen - Springe - Bad Münder - Hameln - Emmerthal - Bad Pyrmont - Lügde - Schieder - Steinheim - Altenbeken - Paderborn Hbf                                  | DB 424         | Óránként egyszer                                   |
| S6    | DB         | Hannover Hbf - Hannover-Karl-Wiechert-Allee - Aligse - Burgdorf - Otze - Ehlershausen - Celle | DB 424         | Óránként egyszer                                   |
| S7    | DB         | Hannover Hbf - Hannover-Kleefeld - Hannover-Karl-Wiechert-Allee - Hannover-Anderten-Misburg - Ahlten - Lehrte - Aligse - Burgdorf - Otze - Ehlershausen - Celle | DB 424         | Óránként egyszer                                   |
| S8    | DB         | Hannover Flughafen - Langenhagen-Mitte - Hannover-Nordstadt - Hannover Hbf - Hannover-Bismarckstrasse - Hannover Messe/Laatzen | DB 424         | Óránként egyszer (Csak nagyobb rendezvények alatt) |

## Vasútvonalak
- Hannover–Hamburg (KBS 110)
- Hannover–Wolfsburg (KBS 300)
- Hannover–Berlin HSL (KBS 301)
- Hannover–Braunschweig (KBS 310)
- Hannoveri déli vasútvonal (KBS 350)
- Hannover–Würzburg nagysebességű vasútvonal (KBS 351)
- Hannover–Minden (KBS 370)
- Hannover–Bremen (KBS 380)